# Corranda
Una corranda (Catalunya, Rosselló inclòs) o corranta, ball de córrer (Vallespir), correnta (Andorra i Rosselló), correnda (Rosselló), remenadilla (Rosselló), cantarella, (Empordà i Rosselló), cobla (català occidental i País Valencià) o follia, és una dansa cantada que es balla per parelles, molt popular a Catalunya i que se solia ballar com a final d'una sèrie de balls o després d'una altra dansa, sovint un ballet o un contrapàs. Per extensió també és la cançó que es canta durant aquesta dansa. Modernament el cant ha estat substituït per la cobla instrumental.
És una dansa popular a les comarques interiors de l'antiga Gòtia i, especialment, als Pirineus, del Pallars al Vallespir.
Es conserven algunes cançons de corranda del segle xv i força més del segle xvi, en especial a Catalunya i Mallorca. A Mallorca, on s'anomenen gloses, posteriorment van ser cançons molt populars i habituals, de les quals actualment se'n conserven, per tradició oral i difícils de datar, prop de vint mil.
Abans independent, la corranda esdevingué un complement d'altres balls. La corranda, de moviment més aviat viu, es balla formant rodona en grups de dues, tres o més parelles oscil·lant uns compassos cap a la dreta i uns altres cap a l'esquerra. Les balladores posaven les mans sobre les espatlles de llurs companys i aquests les agafaven a elles pel colze. A la fi les alçaven tan enlaire com podien mentre els músics aguantaven el so final tant de temps com era possible.
Tenia una fi viva i ràpida, d'aquí el nom de corranda, de 'córrer', i en acabar sovint el ballaire aixecava la balladora. Al Rosselló, finia amb salts i saltirons o guimbades que el dansaire feia sol.
La cançó sol ésser de contingut força intencionat, amb conceptes satírics, crítiques i retrets, o amb l'expressió de sentiments amorosos. És de tonada alegre, de caràcter popular i curta, molt sovint improvisada i generalment en la Mètrica Catalana composta per quatre versos heptasíl·labs, amb la rima creuada (abba, abab, o bé abcb). Algunes però són de cinc o més versos i també n'hi ha amb vers pentasíl·lab. Cada vegada que es repeteix el cant d'una corranda de dansa es pot afegir un vers, que rep el nom de retorn (cal no confondre'l amb la tornada).
Pere Vidal n'ha donat un nombre prou gran en el seu Cansoner català de Rosselló y de Cerdanya. Una corranda diu justament: (...) I corrandes són cançons. S'ha traduït al francès com a ronde (roussillonnaise)".